# Ira Ingram
Ira Ingram (19 de agosto de 1788 - 22 de setembro de 1837) foi um Soldado, legislador e dono de terra. Ele foi membro dos Old Three Hundred de Stephen F. Austin. Ingram também se tornou o primeiro Presidente da Câmara da República do Texas.